# Mateo Chávez
Mateo Chávez García (ur. 12 maja 2004 w San Pedro Garza García) – meksykański piłkarz występujący na pozycji lewego obrońcy, od 2024 roku zawodnik Guadalajary.
Jego ojciec Paulo César Chávez również był piłkarzem.